# Zwei Spanien
Die Gegenüberstellung der Zwei Spanien (spanisch: las dos Españas) wird verwendet, um gesellschaftliche und politische Problemfelder und Konfliktachsen zu beschreiben, die in Spanien im 19. Jahrhundert entstanden und in den Spanischen Bürgerkrieg von 1936 bis 1939 mündeten.
In der einfachsten Form geht die These der Existenz „Zweier Spanien“ von der Spaltung des Landes in zwei gegensätzliche politisch-ideologische Lager aus: einem linken und einem rechten. Eine solche Vereinfachung wird der vielschichtigen gesellschaftlichen Spaltung Spaniens im 19. und 20. Jahrhundert jedoch nicht gerecht. Deswegen haben Geschichtswissenschaftler die Betrachtung insbesondere auf gesellschaftliche und kulturelle Felder ausgeweitet. Die erweiterte Theorie der Zwei Spanien verortet auf der einen Seite ein städtisch-fortschrittsorientiertes, antiklerikal-liberales, republikanisch-demokratisches und auf der anderen ein ländlich-konservatives, katholisch-traditionalistisches und autoritär-monarchistisches Lager.
Der Begriff der Zwei Spanien ist durch die Generación del 98 verbreitet worden. Sie wird auf die 53. und letzte Strophe des Gedichts Proverbios y cantares („Sprichwörter und Gesänge“) des republikanischen Lyrikers Antonio Machado zurückgeführt. Diese lautet: 
„Ya hay un español que quiere / vivir y a vivir empieza, / entre una España que muere / y otra España que bosteza. / Españolito que vienes / al mundo, te guarde Dios. / Una de las dos Españas / ha de helarte el corazón.“ 
(„Es gibt einen Spanier, der leben will und zu leben beginnt, zwischen einem Spanien, das stirbt, und einem Spanien, das gähnt. Kleiner Spanier, der du zur Welt kommst, möge Gott dich behüten. Eines der beiden Spanien wird dir das Herz gefrieren lassen.“)

## Ursachen
- Ungerechte Landverteilung: Einer kleinen Gruppe von Großgrundbesitzern stand eine große Gruppe landloser Tagelöhner im Süden des Landes gegenüber, die sich zunehmend dem spanischen Anarchismus zuwandten. Das traditionell-katholische Kleinbauerntum im Norden des Landes sympathisierte mit den Karlisten. Ein Mittelbauerntum gab es praktisch nicht. Das Versäumnis einer umfassenden Landreform führte zu zahlreichen sozialen Konflikten.
- Rolle des Militärs: Die politisierte Armee griff seit 1808 immer wieder in die Politik ein und war an zahlreichen Regierungswechseln durch Putsche beteiligt. Während das Militär im 19. Jahrhundert eher auf Seiten des Liberalismus stand, fand ab 1874 eine Hinwendung zum autoritären Lager hin statt. Der herausragende Einfluss des Militärs förderte die Instabilität der spanischen Politik.
- Regionalismus: Der Konflikt zwischen der innerspanischen Zentralregierung und den industrialisierten Küstenregionen begünstigte den Regionalismus und die Autonomiebestrebungen des Baskenlandes und Kataloniens.
- Einfluss der Kirche: Die späte Säkularisierung und die Dominanz der Kirche im Bildungswesen führten zu einer kulturellen Spaltung. Die Kirche begünstigte wegen ihrer Hinwendung zu den konservativen, autoritären und monarchischen Bewegungen die antiklerikale Ausrichtung verschiedener politischer Gruppen.